# Scopula corrivallaria
Scopula corrivallaria är en fjärilsart som beskrevs av Louis Beethoven Prout 1913. Scopula corrivallaria ingår i släktet Scopula och familjen mätare. Inga underarter finns listade.